# Ban Saint-Pierre
Pour les articles homonymes, voir Ban et Saint-Pierre.
Le ban Saint-Pierre est un ancien fief mouvant du duc de Lorraine à cause de sa châtellenie de Hombourg, dépendant de la châtellenie d'Amance pour ce qui concerne les aides et du bailliage de Nancy à l'égard des successions, à la réserve du droit de buffet appartenant aux seigneurs de Hombourg (arrêt du 1er janvier 1631).
Il se composait des villages de Vaucremont, Stoncourt, Villers et Avrich ou Ongerange (Aoury). Il fut cédé à la France par le traité de Paris du 21 janvier 1718.
L'église du Ban-Saint-Pierre était la paroisse des villages de Vaucremont, Stoncourt, Villers et Aoury. Elle dépendait de l'archiprêtré de Varize.

## Toponymie
Sancti Petri mons (960) ; Sanctus-Petrimons (993) ; Ecclesia Sancti Petri vulgo Stoncourt (1544) ; Le Ban-de-Saint-Pierre (1572) ; Ban-Saint-Pierre, sçavoir : Valremont, Stoncourt, Villers et Albritch (1594) ; Saint-Pierremont (XVIIe siècle) ; Banc-Saint-Pierre (1635).

## Source
- Bouteiller, Dictionnaire topographique de l'ancien département de la Moselle, 1868.